# 李殷丹
李殷丹（1916年11月26日—2007年2月25日），男，广西北流人，中华人民共和国政治人物，曾任中共广西壮族自治区党委常委，广西壮族自治区人大常委会副主任。